# Horlogeband

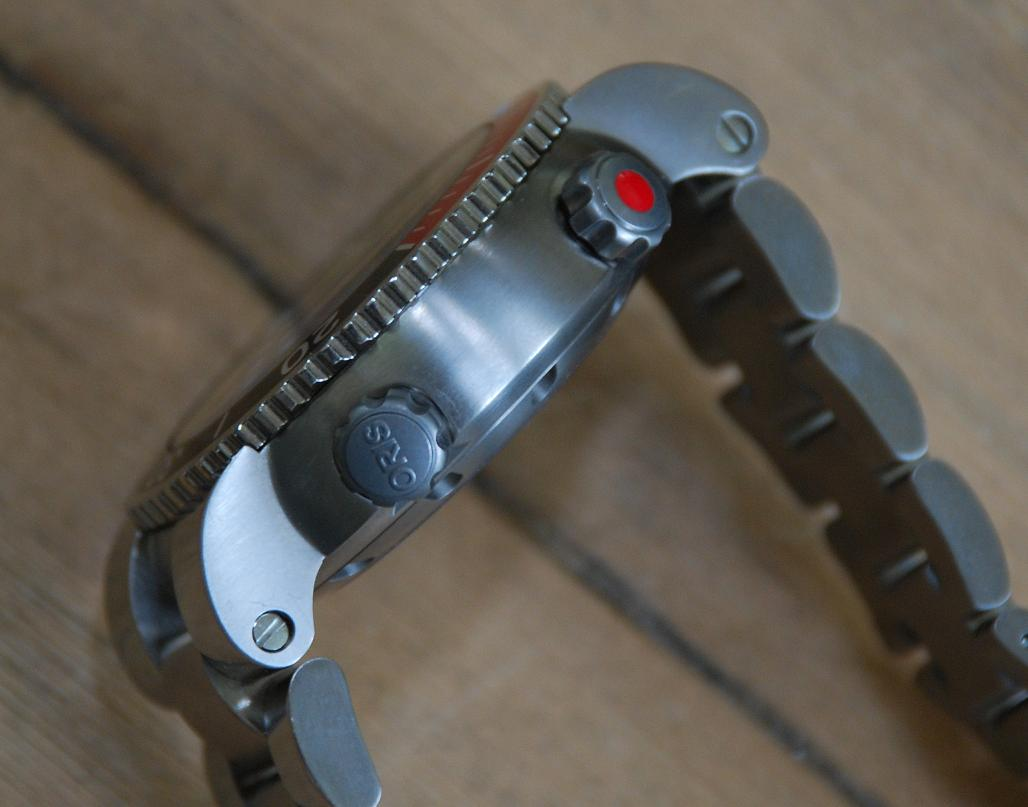
Met een schroef bevestigde horlogeband (op een Oris Meistertaucher)

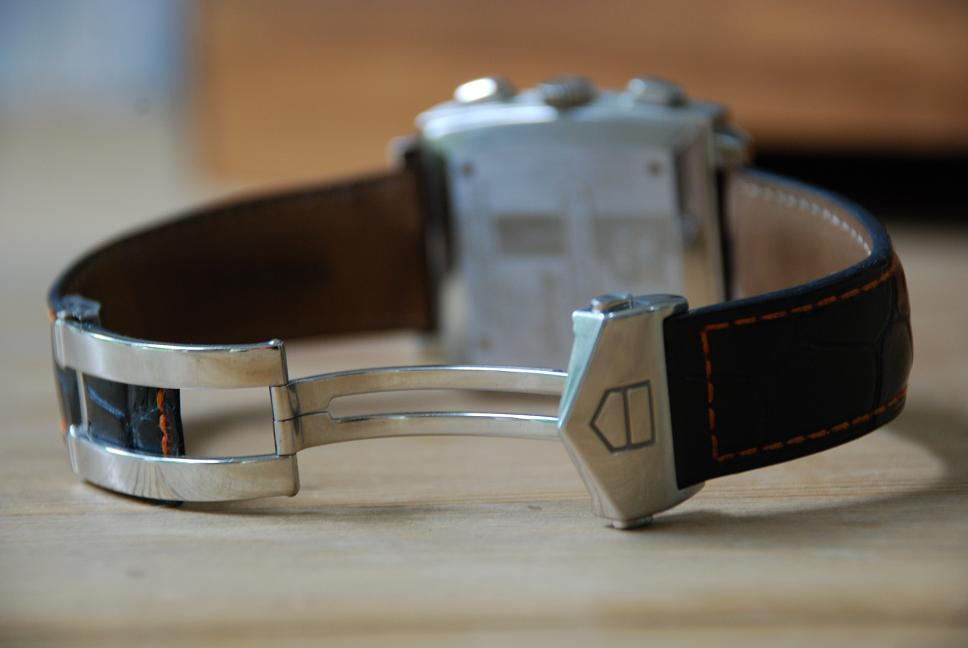
Vouwsluiting van TAG Heuer Monaco

Een horlogeband wordt gebruikt om een horloge om de pols te bevestigen.
Een horlogeband kan van verschillende materialen gemaakt zijn, zoals leer, kunststof, textiel of metaal (meestal staal of titanium). Bij leer, kunststof of textiel bestaat de sluiting meestal uit een gesp met een verschuifbaar passantje om het laatste stuk van de band niet te laten uitsteken. Om te voorkomen dat het leer of rubber beschadigt, wordt ook wel gebruikgemaakt van een vouwsluiting. Een metalen band is bijna altijd voorzien van een vouwsluiting, maar er zijn ook uitvoeringen met verende schakels die zover uitgerekt kunnen worden dat de band over de hand heengeschoven kan worden en er geen sluiting nodig is.
De band wordt meestal met een pen aan weerszijden van het horloge bevestigd, maar een band kan ook vastgeschroefd zijn. De breedte van de band moet bij de aanzet overeenkomen met de breedte van de horlogekast. 
De lengte van de gesloten band wordt meestal zo gekozen dat er nog net een vinger tussen de pols en de band past. Bij banden met gespsluiting kan hiervoor eenvoudig het juiste gaatje gekozen worden, banden met vouwsluiting moeten voor een juiste passing ingekort worden.